# Изпарение
Изпарението е процес, при който молекулите от течно спонтанно преминават в газообразно състояние. Този процес е обратен на кондензацията. Изпарението зависи от активността на топлинното движение на молекулите.
Молекулите нямат достатъчно енергия за да избягат от течното състояние, защото това би довело до изпарението на течността. При сблъсъците си една с друга молекулите си предават енергия. Понякога трансфера на енергия е едностранен към една от молекулите и тя събира достатъчно енергия за да премине точката на кипене на течността. Ако това се случи на повърхността на течността, то тази молекула може да отлети във вид на пара.

## Изпарение в атмосферата
Изпарението е основна част от кръговрата на водата. Скоростта и интензитетът на изпарението не са едни и същи за отделните географски райони на земното кълбо. Това се дължи преди всичко на различните условия, при които става изпарението. Важно значение за величината на изпарението имат главно температурата и скоростта на вятъра.
Установено е, че от океанската повърхност в най-горещите пояси на Земята (екваториален и тропичен) годишно се изпарява слой вода с дебелина до 3 m. В пустинните райони, където температурите са по-високи и въздухът е много сух, изпарението е още по-силно. Всъщност в пустинните райони трябва да се говори за изпаряемост, т.е. за възможно изпарение, което би се реализирало, ако в пустините имаше достатъчно вода – около 4 m годишно. В арктичните райони, поради ниските температури и голямата относителна влажност, изпарението е много по-слабо.
Ветровете също допринасят твърде много за увеличаване на изпарението, тъй като непрекъснато сменят въздуха, който се намира над изпаряващата се повърхност. Благодарение на това, че понякога прииждащият нов въздух е недостатъчно наситен, изпарението продължава непрекъснато. Опитно е доказано, че дори съвсем слаб вятър може да увеличи изпарението до 3 пъти.
За обогатяването на тропосферния въздух с влага от сушевата повърхност извънредно важна роля играе и растителността. Доказано е, че местност, покрита с ливадна растителност, изпарява 3 пъти повече влага от местност без растителна покривка. При едно опитно наблюдение е установено, че за 108 дни частта от поле, покрито с ливадна растителност, е изпарило 274 mm, а необраслата част на полето – само 88 mm вода. Горите изпаряват още повече. Така например листната маса на горите изпарява почти толкова, колкото и морската повърхност при едни и същи географски условия. Върху степента на изпарението важна роля играят също така съставът и структурата на почвата, релефът, изложението спрямо слънчевото греене, надморската височина и други фактори.